# New York Open 2018
Il New York Open 2018 è stato un torneo di tennis che si è giocato sul cemento indoor presso il Nassau Veterans Memorial Coliseum di New York. È stata la prima edizione del torneo. Il New York Open fa parte della categoria ATP Tour 250 nell'ambito dell'ATP World Tour 2018. Il torneo si è giocato fra il 12 e il 18 febbraio 2018.

## Partecipanti

### Teste di serie
| Nazionalità | Giocatore           | Ranking* | Testa di serie |
| ----------- | ------------------- | -------- | -------------- |
| Sudafrica   | Kevin Anderson      | 11       | 1              |
| Stati Uniti | Sam Querrey         | 12       | 2              |
| Stati Uniti | John Isner          | 18       | 3              |
| Francia     | Adrian Mannarino    | 25       | 4              |
| Giappone    | Kei Nishikori       | 27       | 5              |
| Stati Uniti | Ryan Harrison       | 45       | 6              |
| Stati Uniti | Steve Johnson       | 50       | 7              |
| Georgia     | Nikoloz Basilašvili | 57       | 8              |

* Ranking al 5 febbraio 2018.

### Altri partecipanti
I seguenti giocatori hanno ricevuto una Wild Card per il tabellone principale:
- Sebastian Korda
- Mackenzie McDonald
- Noah Rubin

I seguenti giocatori sono entrati nel tabellone principale passando dalle qualificazioni:

- Ernesto Escobedo
- Bjorn Fratangelo
- Adrián Menéndez Maceiras
- Stefano Travaglia

## Campioni

### Singolare
Kevin Anderson ha sconfitto in finale  Sam Querrey con il punteggio di 4-6, 6-3, 7-6(1).
- È il quarto titolo in carriera per Anderson, il primo della stagione.

### Doppio
Maks Mirny /  Philipp Oswald hanno sconfitto in finale  Wesley Koolhof /  Artem Sitak con il punteggio di 6-4, 4-6, [10-6].